# Polystigma pusillum
Polystigma pusillum är en svampart som beskrevs av Syd. & P. Syd. 1904. Polystigma pusillum ingår i släktet Polystigma och familjen Phyllachoraceae.   Inga underarter finns listade i Catalogue of Life.